# Selidosema diagramma
Selidosema diagramma är en fjärilsart som beskrevs av Oswald Beltram Lower 1900. Selidosema diagramma ingår i släktet Selidosema och familjen mätare. Inga underarter finns listade i Catalogue of Life.